# Kaakkurijärvi (Pajala socken, Norrbotten, 748944-181395)
Kaakkurijärvi är en sjö i Pajala kommun i Norrbotten och ingår i Torneälvens huvudavrinningsområde.